# Hockeria hofferi
Hockeria hofferi är en stekelart som beskrevs av Boucek 1952. Hockeria hofferi ingår i släktet Hockeria och familjen bredlårsteklar.
Artens utbredningsområde är:
- Österrike.
- Tjeckien.
- Slovakien.
- Ungern.
- Sverige.
- Ukraina.

Arten är reproducerande i Sverige. Inga underarter finns listade i Catalogue of Life.